# Dalehead Tarn
Der Dalehead Tarn ist ein See im Lake District, Cumbria, England. Der See liegt an der Ostseite des Dale Head. Der See liegt am südlichen Ende des Newlands Tals und nördlich des Honister Passes, von wo er leicht zu erreichen ist.
Der See hat keinen erkennbaren Zufluss, und er mündet mit einem sehr kurzen Abfluss in den Newlands Beck.